# Traiettoria di ritorno libero
Una traiettoria di ritorno libero è una particolare traiettoria orbitale di un veicolo spaziale tra due corpi celesti tale che l'attrazione gravitazionale del secondo corpo fa sì che il veicolo ritorni nell'orbita del primo senza bisogno di effettuare manovre propulsive.

## Terra–Luna
Il primo veicolo spaziale a utilizzare una traiettoria di ritorno libero è stata la sonda sovietica Luna 3 nell'ottobre 1959, la quale sfruttò la gravità della Luna per tornare indietro verso la Terra dopo avere scattato delle foto della faccia nascosta della Luna.
Nei primi anni sessanta la NASA fece degli studi sulle possibili traiettorie di ritorno libero Terra–Luna e ne individuò due tipi:
- una traiettoria circumlunare dove il veicolo, proveniente dalla Terra, incrocia prima l'orbita lunare a valle della Luna, quindi sorvola la faccia nascosta e infine incrocia nuovamente l'orbita a monte del satellite, per poi ritornare verso la Terra compiendo, in un sistema di riferimento inerziale, una figura a 8 durante la traiettoria;
- una traiettoria cislunare dove il veicolo passa a monte della Luna, ne sorvola la faccia nascosta una prima volta, percorre un'orbita completa intorno al satellite fino a sorvolare nuovamente la faccia nascosta, passa a valle della Luna e ritorna verso la Terra.

In entrambi i casi si è assunto che l'orbita di partenza intorno alla Terra fosse posigrada, cioè nella stessa direzione della rotazione; in caso di orbita retrograda invece vi sono altri due tipi di traiettorie di ritorno libero per la Luna, tuttavia raramente i veicoli spaziali vengono posti in orbite retrograde in quanto ciò aumenta il costo del lancio.
Quando il perilunio dell'orbita è basso (ovvero il veicolo passa molto vicino alla Luna), il tempo di volo della traiettoria cislunare è maggiore di quello della traiettoria circumlunare a parità di altezza del perilunio. In generale il tempo di volo della traiettoria cislunare diminuisce all'aumentare dell'altezza del perilunio, mentre quello della traiettoria circumlunare aumenta con l'aumentare dell'altezza. Poiché in generale nelle missioni spaziali si vuole ridurre il più possibile il tempo di volo e passare il più vicino possibile alla Luna, la traiettoria circumlunare è quella più utilizzata.

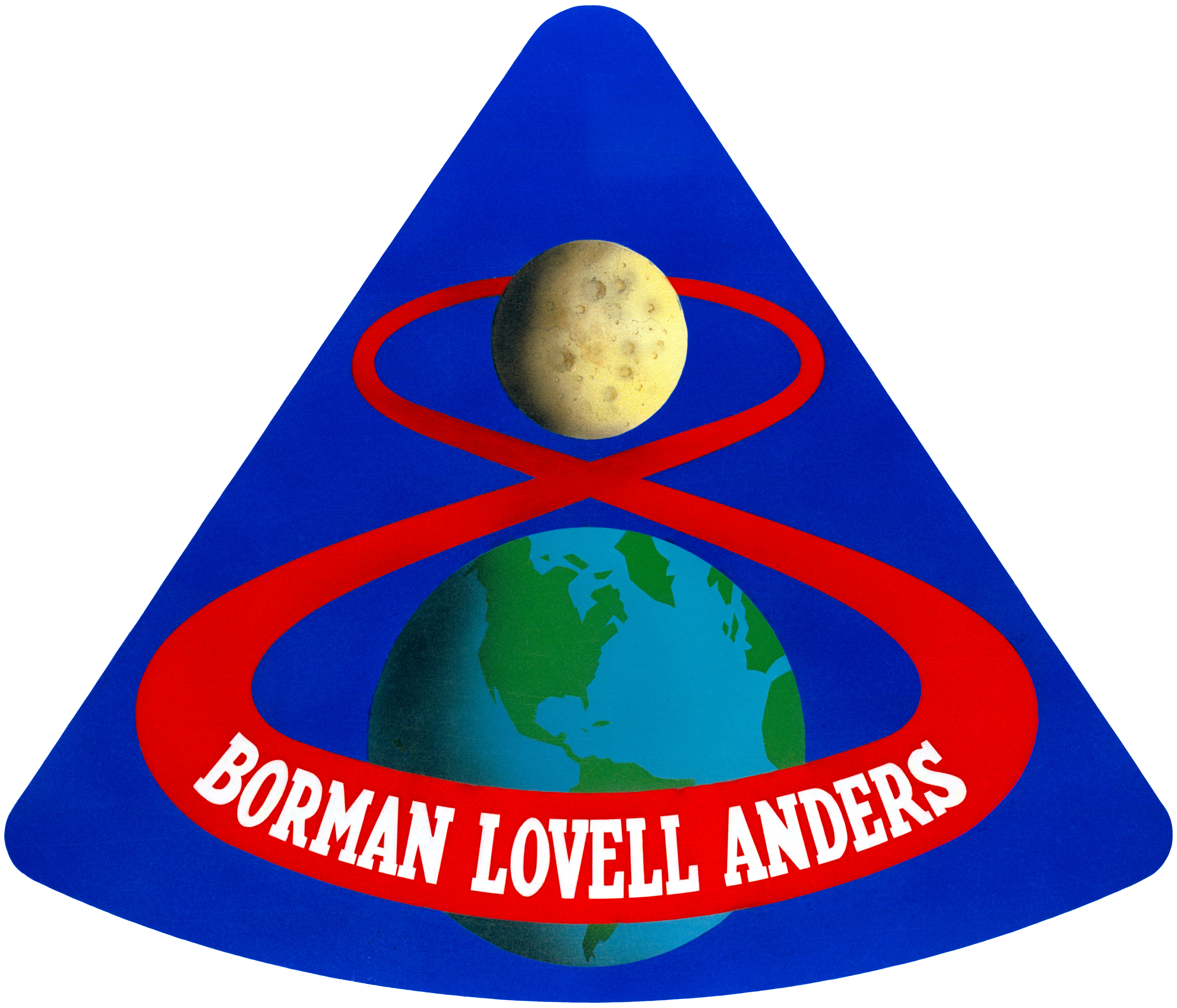
La caratteristica forma a 8 della traiettoria di ritorno libero circumlunare è raffigurata nell'emblema della missione Apollo 8 in riferimento al nome della missione

Nei voli spaziali con equipaggio umano, la traiettoria di ritorno libero consente di ritornare a Terra anche in caso di guasto al sistema propulsivo. Questa tecnica è stata utilizzata nelle missioni Apollo 8, Apollo 10 e Apollo 11, dove la traiettoria è stata studiata per consentire il rientro diretto sulla Terra senza bisogno di manovre intermedie. Tuttavia la velocità di inserimento nell'atmosfera risulta in questo caso più alta (circa 11 km/s) rispetto a quella di un normale rientro atmosferico da un'orbita terrestre bassa (circa 8 km/s), rendendo quindi necessario uno scudo termico più robusto.
A causa di alcune restrizioni sul sito di allunaggio, che a loro volta limitavano la scelta della traiettoria di lancio, le missioni lunari successive all'Apollo 11 utilizzavano una traiettoria ibrida: il veicolo veniva inizialmente lanciato su una traiettoria di ritorno libero non sufficiente a raggiungere la Luna (un'orbita geocentrica altamente ellittica), poi veniva effettuata una manovra propulsiva a metà strada che inseriva il veicolo in una traiettoria translunare che però non permetteva il ritorno libero sulla Terra; ciò consentiva di trovarsi dopo il lancio in una traiettoria di ritorno libero e di lasciarla solo dopo che i sistemi propulsivi fossero stati testati e il modulo lunare venisse agganciato al modulo di comando fornendo una capacità propulsiva di riserva. Questa fu effettivamente necessaria durante la missione Apollo 13 quando, in seguito a un grave danneggiamento di alcuni sistemi di bordo, il motore del modulo lunare fu utilizzato per riportare il veicolo su una traiettoria di ritorno libero circumlunare.

## Terra–Marte
L'ingegnere statunitense Robert Zubrin ha studiato diverse traiettorie di ritorno libero dalla Terra a Marte per la missione Mars Direct. Il semplice trasferimento alla Hohmann può essere fatto con un ritorno libero: il viaggio fino al pianeta rosso richiederebbe 250 giorni e, nel caso di ritorno libero, sarebbe necessario circa un altro anno e mezzo per tornare sulla Terra senza l'uso della propulsione; il delta-v totale sarebbe di 3,34 km/s. Un altro trasferimento verso Marte sarebbe più rapido (180 giorni), ma richiederebbe due anni per il ritorno libero sulla Terra e un costo di 5,08 km/s. Ulteriori trasferimenti più rapidi richiederebbero tempi ancora più lunghi per il ritorno libero e delta-v maggiori.
Esistono anche proposte di traiettorie di ritorno libero che non necessitano della gravità di Marte, ma sono semplici orbite di trasferimento dal periodo di 1,5 o due anni. L'orbita di trasferimento di due anni presenta però l'inconveniente di avere un corridoio di rientro molto stretto per la discesa su Marte, cosa che può costituire un problema con le tecnologie attuali; inoltre anche la finestra di lancio dalla Terra avrebbe alcune restrizioni.